# Denise Ramsden
Denise Ramsden (Reino Unido, 11 de febrero de 1952-19 de abril de 2003) fue una atleta británica especializada en la prueba de 4 x 100 m, en la que consiguió ser medallista de bronce europea en 1969.

## Carrera deportiva
En el Campeonato Europeo de Atletismo de 1969 ganó la medalla de bronce en los relevos 4 x 100 metros, con un tiempo de 44.39 segundos, llegando a meta tras Alemania del Este que con 43.63 segundos batió el récord de los campeonatos, y Alemania del Oeste (plata).